# Dilemme du volontaire
En théorie des jeux, le dilemme du volontaire représente, dans un jeu, une situation dans laquelle chaque joueur peut soit faire un petit sacrifice qui profite à tout le monde, soit attendre dans l'espoir de profiter du sacrifice de quelqu'un d'autre. 
Par exemple si une panne d'électricité survient dans un quartier, tous les habitants savent que la compagnie d’électricité réglera le problème à condition qu’au moins une personne appelle pour les informer. Si une personne se décide d'appeler, il devra payer le coût de l'appel, le courant se rétablira et les autres habitants n'auront rien eu à faire. Si personne ne se porte volontaire, le courant ne se rétablira pas. 

## Matrice des gains
Un exemple de matrice des gains pour le jeu, dans le cas où il y a deux joueurs, est présentée ci-dessous : 
|                      | se porter volontaire | ne rien faire |
| se porter volontaire | -1,-1                | -1,0          |
| ne rien faire        | 0,-1                 | −10,-10       |

Lorsque le dilemme du volontaire a lieu entre deux joueurs, le jeu devient le personnage du jeu « poulet ». Comme le montre la matrice des gains, il n'y a pas de stratégie dominante dans le dilemme du volontaire. Dans un équilibre de Nash à stratégie mixte, une augmentation du nombre de joueurs N diminuera la probabilité qu’au moins une personne se porte volontaire, cela résulte de l’effet du témoin. 